# Forbrugeradfærd
Forbrugeradfærd er undersøgelsen af enkeltpersoner, grupper eller organisationer og alle de aktiviteter, der er forbundet med køb, brug og bortskaffelse af varer og tjenester, og hvordan forbrugerens følelser, holdninger og præferencer påvirker købsadfærd. Forbrugeradfærd opstod i 1940-50'erne som en særskilt underdisciplin af markedsføring, men er blevet en tværfaglig samfundsvidenskab, der blander elementer fra særligt antropologiske metoder, herunder social- og kulturantropologi, etnologi og etnografi, samt psykologi, sociologi, markedsføring og adfærdsøkonomi.
Undersøgelsen af forbrugeradfærd undersøger formelt individuelle kvaliteter såsom demografi, personligheds livsstil og adfærdsmæssige variabler (såsom brugsrater, brugstilfælde, loyalitet, brandfortalervirksomhed og vilje til at give henvisninger) i et forsøg på at forstå folks ønsker og forbrugsmønstre . Også undersøgt er indflydelsen på forbrugeren fra sociale grupper som familie, venner, sport og referencegrupper til samfundet generelt (brand-influencers, opinion leaders).
Forskning har vist, at forbrugeradfærd er vanskelig at forudsige, selv for eksperter inden for området. Et nyt fokus på etnografi som forskningsmetode, til trods for dens historiske evidens, samt nye metoder som forbrugernes neurovidenskab og maskinindlæring kaster imidlertid nyt lys over, hvordan forbrugerne træffer beslutninger.
 Der er for få eller ingen kildehenvisninger i denne artikel, hvilket er et problem. Du kan hjælpe ved at angive troværdige kilder til de påstande, som fremføres i artiklen.